# Дан Минянь, Антоний
Антоний Дан Минянь (12 июля 1967 года, Китай) — католический епископ, ординарий архиепархии Сианя Китайской патриотической католической церкви.

## Биография
Родился 12 июля 1967 года в многодетной католической семье. В 1985 году поступил в семинарию в Сиане. Потом продолжил богословское образование в шанхайской семинарии. В 1991 году был рукоположен в священника, после чего служил в церкви святого Антония в Сиане. С 2000 года по 2002 год изучал психологию в Шанхайском университете. С 2003 года был руководителем финансовой комиссии архиепархии Сианя.
26 июля 2005 года был рукоположен во вспомогательного епископа архиепархии Сианя в соборе святого Франциска в Сиане. Рукоположение в епископа совершил архиепископ Сианя Антоний Ли Дуань в сослужении с епископом Яньаня Фрэнсисом Туном Хуэй, епископом Саньюаня Иосифом Чжуном Хайаде, епископом Анькана Иоанном Е Жунхуа, епископами Туном Чаньпинем, Луи Юй Жуньченем, епископом Пинляна Хань Цзиде и епископом Фэньяна Иоанном Хо Ченом. Римский папа Бенедикт XVI признал действительность его рукоположения. После смерти архиепископа Антония Ли Даня был назначен 25 мая 2006 года архиепископом Сианя.